# Shigeru Mizuki
Shigeru Mizuki (水木 しげる Mizuki Shigeru?,  Osaka, 8 de marzo de 1922 - Tokio, 30 de noviembre de 2015) fue un mangaka e historiador japonés. Mizuki fue conocido por el gran contenido de horror que contienen sus obras. Su trabajo de mayor renombre es GeGeGe no Kitarō.
Mizuki fue especialista del género yōkai, siendo considerado un maestro del mismo. 
En España se ha publicado parte de su obra, sobre todo en la editorial Astiberri.

## Biografía
Shigeru Mizuki, cuyo verdadero apellido era Mura, tuvo un interés por el dibujo, la pintura y el cine desde su infancia. En 1942, combatió en la Segunda Guerra Mundial, enrolado en el ejército japonés y enviado a la jungla de Nueva Guinea dónde contrae la malaria y pierde el brazo izquierdo debido a un bombardeo de un avión enemigo. En los años siguientes trabajaría como operador en salas de cine, hasta que en 1957 publica su debut como mangaka Rocketman (claramente inspirado en Superman).
En 1960 creó su obra más conocida: GeGeGe no Kitarō, luego adaptada a varios anime. Ya en los 70, Mizuki ganaría prestigio internacional gracias a su biografía sobre Hitler (Hitler) y otros cómics de temática histórica.

## Premios
Mizuki ha ganado numerosos reconocimientos y premios durante su carrera, especialmente por GeGeGe no Kitaro. Entre ellos se encuentran:
- 1990 recibe Kodansha Manga Award por Shōwa-shi.[3]
- 1991 Recibe el Shiju Hosho Decoration.
- 1995 Por el 6 º Día Anual de la Paz de Tokio, que se adjudicó con una exhibición de sus pinturas, titulada "Oración por la Paz: Shigeru Mizuki Guerra Experiencia Exposición de Pintura"
- 1996 Fecha Ministro de Educación Premio.
- 1996 De Sakaiminato, su ciudad natal le honró con el Shigeru Mizuki Road, una calle de su ciudad decorada con estatuas de bronce de GeGeGe no Kitaro con otros personajes y diseños relacionados con sus obras.
- 2003 Fecha Kyokujitu Sho Decoración.
- 2003 Sakaiminato lo honra de nuevo a Shigeru Mizuki con el Centro Cultural Internacional.
- 2007 Recibido el Mejor Álbum premio por NonNonBâ en la Angoulême Festival Internacional de Cómics.
- 2010 Recibe el reconocimiento 'Persona de mérito cultural' (Person of Cultural Merit).[4] Se trata de un reconocimiento oficial otorgado anualmente a todas aquellas personas que hayan hecho contribuciones significativos a la cultura japonesa.
- 2016 Recibe un premio póstumo de carácter Honorario por su labor en GeGeGe no Kitarō en la ceremonia de los Tokyo Anime Awards.[5]
- 2016 Su obra Showa 1953-1989: A History of Japan recibe el Premio Eisner a la "Mejor Edición Estadounidense de Material Extranjero - Japón / Asia".[6]

## Obras (lista parcial)
| Año(s)  | Título                                                              | Nroº. de volúmenes | Género                                    | Nota                                                  |
| ------- | ------------------------------------------------------------------- | ------------------ | ----------------------------------------- | ----------------------------------------------------- |
| 1957    | Rocketman                                                           | 1                  | Acción, Ciencia Ficción                   |                                                       |
| 1958    | Owarai Team                                                         | 1                  | Comedia, Sobrenatural                     |                                                       |
| 1958    | The Water From Hell                                                 | 1                  | Terror, Sobrenatural                      |                                                       |
| 1959    | Plastic Boy                                                         | 1                  | Infantil, Aventura                        |                                                       |
| 1959-64 | Graveyard Kitaro                                                    | 15                 | Sobrenatural, Terror                      |                                                       |
| 1961    | Sanpei the Kappa                                                    | 8                  | Aventura, Sobrenatural                    |                                                       |
| 1963    | Akuma-kun                                                           | 3                  | Terror, Sobrenatural, Misterio            |                                                       |
| 1964    | Kaiki Shininchou                                                    | 1                  | Terror                                    |                                                       |
| 1965    | Akuma-kun [Adaptación]                                              | 1                  | Terror, Sobrenatural, Acción, Aventura    |                                                       |
| 1965-86 | GeGeGe no Kitaro                                                    | 17                 | Comedia, Sobrenatural                     |                                                       |
| 1966    | Planet                                                              | 1                  | Ciencia ficción, Comedia                  |                                                       |
| 1966    | Akuma-kun no Bouken                                                 | 1                  | Sobrenatural, Terror                      |                                                       |
| 1967    | Genshi-san                                                          | 1                  | Sobrenatural, Terror                      |                                                       |
| 1969    | Kappa no Sanpei Gaiden: Fushigina Kame                              | 1                  | Aventura, Sobrenatural                    |                                                       |
| 1969    | Boya Oni                                                            | 1                  | Sobrenatural                              |                                                       |
| 1970    | Akuma-kun Fukkatsu: Sennen Oukoku                                   | 3                  | Terror, Sobrenatural                      |                                                       |
| 1971    | Youkai Suisha                                                       | 1                  | Slice of Life, Sobrenatural               |                                                       |
| 1971    | Hitler                                                              | 1                  | Biográfico, Histórico, Guerra             |                                                       |
| 1973    | Onward Towards Our Noble Deaths                                     | 1                  | Histórico, Biográfico, Guerra, Drama      |                                                       |
| 1973    | The Miraculous Notebook                                             | 1                  | Comedia, Misterio                         |                                                       |
| 1976    | Kitaro vs Akuma-kun                                                 | 1                  | Sobrenatural, Acción, Terror              |                                                       |
| 1976    | Joumon Shounen Yogi                                                 | 2                  | Seinen                                    |                                                       |
| 1977    | 3, Calle de los misterios                                           | 2                  | Terror, Sobrenatural                      |                                                       |
| 1981    | Ichiban Itazuki                                                     | 1                  | Slice of Life                             |                                                       |
| 1987    | Akuma-kun Seikimatsu Taisen'                                        | 1                  | Sobrenatural                              |                                                       |
| 1988    | Showa: A History of Japan'                                          | 8                  | Histórico                                 |                                                       |
| 1964-92 | 'Garo' Keisai Sakuhin                                               | 4                  | Histórico, Acción, Comedia                | Recopilación.                                         |
| 1992    | NonNonBa to Ore                                                     | 2                  | Slice of Life, Drama, Sobrenatural        |                                                       |
| 1994    | Ietsuroku - The world of Mizuki Shigeru                             | 1                  | Sobrenatural                              | Recopilación de historias editadas entre 1966 y 1972. |
| 1995    | Yukihime-chan to Gegege no Kitarou                                  | 1                  | Sobrenatural, Terror, Seinen              |                                                       |
| 1995    | Anthology of Tales from the Past                                    | 2                  | Histórico, Fantasía, Terror               |                                                       |
| 1999    | Aa Taiheiyou: Mizuki Shigeru Senki Senshuu                          | 2                  | Histórico, Guerra                         |                                                       |
| 2001    | Boku no Isshou wa Gegege no Rakuen da: Manga Mizuki Shigeru Jijoden | 6                  | Slice of Life                             |                                                       |
| 2002    | Kizuchi no Sasoi                                                    | 1                  | Sobrenatural, Seinen                      |                                                       |
| 2005    | The Great Yokai War                                                 | 1                  | Acción, Aventura, Sobrenatural            |                                                       |
| 2008    | Kappa Senichiya                                                     | 1                  | Comedia                                   |                                                       |
| 2008    | I am Gegege: The mysterious story of Mizuki Shigeru                 | 1                  | Autobiográfico                            |                                                       |
| 2008    | Mizuki Shigeru Youkai Collection                                    | 1                  | Misterio, Terror, Sobrenatural            | Recopilación de historias editadas entre 1964 y 1974. |
| 2010    | Mizuki Shigeru's Tales of Tono                                      | 1                  | Histórico, Misterio, Sobrenatural, Terror |                                                       |
| 2010    | Gegege no Moto                                                      | 1                  | Comedia                                   |                                                       |
| 2010    | Gegege Kazoku no Shouzou                                            | 1                  | Slice of Life                             |                                                       |
| 2010    | Fushigi-kun to Obake no Mura-chan                                   | 1                  | Comedia                                   |                                                       |
| 2011    | Kaiki to Fuushi Sakuhinshuu                                         | 1                  | Terror, Sobrenatural                      |                                                       |
| 2011    | Gegege no Kakeibo                                                   | 2                  | Slice of Life                             |                                                       |
| 2011    | Gegegena Hibi                                                       | 1                  | Slice of Life, Histórico                  |                                                       |
| 2012    | Tensai-tachi no Kyouen                                              | 2                  | Varios                                    | Antología de varios artistas.                         |
| 2013    | My Everyday                                                         | 1                  | Slice of Life                             |                                                       |